# Claret (Torá)
Claret es una localidad española del municipio de Torá, perteneciente a la provincia de Lérida, en la comunidad autónoma de Cataluña.

## Toponimia
El nombre del lugar puede encontrarse referido como Claret de Figuerola y como Claret.

## Historia
Hacia mediados del siglo XIX, el lugar, por entonces con ayuntamiento propio, tenía contabilizada una población de 28 habitantes. La localidad aparece descrita en el sexto volumen del Diccionario geográfico-estadístico-histórico de España y sus posesiones de Ultramar de Pascual Madoz de la siguiente manera:

CLARET DE FIGUEROLA: l. con ayunt. en la prov. de Lérida (13 1/4 hora), part. jud. y dióc. de Solsona (2 3/4) aud. terr. y c. g. de Cataluña (Barcelona 14 3/4), adm., de rent. de Cervera (6 3/4.): se halla sit. á lo alto de un cerro del mismo nombre; combatido principalmente por los vientos de O. y N.; el clima frio, prodoce comunmente catarrales. Tiene 11 casas y la igl. parr. (Santa Maria), está servida por un cura párroco de provision ordinaria en concurso general: inmediato al pueblo junio al cerro donde está sit., hay una fuente de agua de buena calidad, de la cual se surten sus vecinos. Confina el térm. N. con el de Llanera y San Cerni (á 3/4 de hora); por E. con el de Pinos y Ardevol (á igual dist.); S. con la Vall ó Valle de Figuerola, términos de Celles (á 1), y O. con el de Fontanet (á 1/2). El terreno es cortado, secano y de inferior calidad en general: sus caminos son transversales y malos. La correspondencia se recibe de la cartería de Torá por cuenta de los interesados. prod.: centeno, avena, escaña, un poco de aceite, vino malo y mucha bellota, pero la principal cosecha es la del centeno: se cria ganado cabrio y de cerda, y hay caza de muchos conejos, perdices y liebres. pobl.: 5 vec., 28 alm. cap. imp.: 14,781 rs. contr.: el 14'28 por 100 de esta riqueza. presupuesto municipal 600 rs. que se cubren por reparto vecinal, de los cuales se pagan 240 al secretario del ayunt.
(Madoz, 1847, pp. 475-476)

En la actualidad pertenece al municipio de Torá. En 2022, la entidad singular de población tenía empadronados 8 habitantes y el núcleo de población 7 habitantes.

## Patrimonio
En la localidad se encuentra la iglesia de Santa María.